# Лещина (Нижньосілезьке воєводство)
Лещина (пол. Leszczyna, нім. Haasel) — село в Польщі, у гміні Злотория Злоторийського повіту Нижньосілезького воєводства.
Населення — 159 осіб (2011).
У 1975-1998 роках село належало до Легницького воєводства.

## Демографія
Демографічна структура станом на 31 березня 2011 року:
|          | Загалом | Допрацездатний вік | Працездатний вік | Постпрацездатний вік |
| -------- | ------- | ------------------ | ---------------- | -------------------- |
| Чоловіки | 85      | 21                 | 58               | 6                    |
| Жінки    | 74      | 18                 | 41               | 15                   |
| Разом    | 159     | 39                 | 99               | 21                   |